# Roc Bataller
El Roc Bataller és una muntanya de 1.728 metres que es troba entre els municipis d'Esterri de Cardós i Lladorre, a la comarca de la Pallars Sobirà.